# Zákon o archivnictví a spisové službě
Zákon o archivnictví a spisové službě a změně některých zákonů (zákon č. 499/2004 Sb.), zkráceně archivní zákon je zákon, který v České republice od 1. ledna 2005 upravuje státní politiku a formu archivnictví a spisové služby. Jeho prováděcími předpisy jsou vyhláška č. 645/2004 Sb., kterou se provádějí některá ustanovení zákona o archivnictví a spisové službě a o změně některých zákonů (novelizována vyhláškami č. 192/2009 Sb. a č. 213/2012 Sb.), nařízení vlády č. 266/2010 Sb. o převodu některých archiválií ve vlastnictví České republiky do zahraničí a vyhláška č. 259/2012 Sb. o podrobnostech výkonu spisové služby nahrazující stejnojmennou vyhlášku č. 191/2009 Sb. (která nahradila vyhlášku č. 646/2004 Sb.). Poslední novelizací archivního zákona je zákon č. 250/2014 Sb.

## Historie
Nejstaršími nařízeními v českých zemích o vedení archivů byly císařský reskript z 31. října 1753 nařizující městským písařům vést v pořádku městské registratury a archivy a nařízení českého zemského gubernia ze 6. ledna 1805 o soupisu listin do roku 1700 v městských archivech. Oběžník pražského místodržitelství z října 1856 nařizoval městům povinnost pečovat o své archivy a všem krajským a okresním politickým úřadům nařizoval archivní dozor. V roce 1917 vznikl návrh zákona o ochraně písemných památek, který však nebyl z důvodu rozpadu Rakouska-Uherska realizován.
Po vzniku samostatného Československa přešlo archivnictví usnesením vlády ČSR z 23. 11. 1918 do působnosti Ministerstva školství a národní osvěty (MšaNO). V lednu 1920 se začal připravovat zákon o archivní organizaci, který byl dokončen roku 1923, ale kvůli rozporům mezi Ministerstvem vnitra a MŠaNO ohledně kompetencí se jej nepodařilo nikdy prosadit.
Po druhé světové válce se jako dozorový orgán pro archivnictví prosadilo ministerstvo vnitra, kdy byla v roce 1951 při ministerstvu ustavena Státní archivní komise, která připravila legislativní podklady. Od 1. 11. 1953 byla zřízena Archivní správa MV a dne 7. 5. 1954 bylo přijato vládní nařízení č. 29/1954 Sb. o archivnictví jako první legislativní úprava v této oblasti v Československu, které potvrdilo začlenění archivů do rezortu ministerstva vnitra. V roce 1960 došlo ke změnám v územním členění státu (menší počet okresů a krajů) a v roce 1968 k federativnímu uspořádání státu (vznik národních ministerstev vnitra). Proto ministerstvo vnitra České socialistické republiky připravilo návrh archivního zákona, který schválila Česká národní rada jako zákon o archivnictví č. 97/1974 Sb. ze 17. října 1974. Podle tohoto zákona se státní archivy dělily na Státní ústřední archiv, sedm oblastních archivů a 76 okresních archivů.
Zákon musel být novelizován vzhledem ke společenským změnám po roce 1989. Novelu přijala Česká národní rada jako zákon č. 343/1992 Sb. z 29. dubna 1992 s platností od 1. září 1992. Další změny jako zánik okresních úřadů, změny názvů na Moravský zemský archiv v Brně a Zemský archiv v Opavě i nutnost ukotvit spisovou službu na úrovni zákonné normy vedly k přijetí zákona o archivnictví a spisové službě, který přijal Parlament ČR dne 30. června 2004 s platností od 1. ledna 2005. Tento zákon nahradil archivní zákon z roku 1974, ale ponechává archivnictví v pravomoci ministerstva vnitra (respektive Archivní správy MV), které poskytuje akreditaci (při splnění zákonem daných podmínek) novým archivům zřizovaným fyzickými i právnickými osobami (jako soukromé či tzv. specializované archivy). Zákon byl od té doby změněn zákony č. 413/2005 Sb., 444/2005 Sb., 112/2006 Sb., 181/2007 Sb., 296/2007 Sb., 32/2008 Sb., 190/2009 Sb., 227/2009 Sb., 309/2009 Sb., 424/2010 Sb., 89/2012 Sb. a 167/2012 Sb. Nejrozsáhlejší byla novela č. 190/2009 Sb., která zohledňovala existenci elektronických systémů spisové služby, datových schránek a elektronického podpisu.

## Oblast zákona
Náplní zákona je výběr a evidence archiválií, ochrana archiválií, práva a povinnosti vlastníků archiválií, práva a povinnosti držitelů a správců archiválií, využívání archiválií, zpracování osobních údajů pro účely archivnictví, soustava archivů, práva a povinnosti zřizovatelů archivů, spisová služba, působnost Ministerstva vnitra a dalších správních úřadů na úseku archivnictví a výkon spisové služby a správní delikty.